# Коти, Рене
Жюль Гюста́в Рене́ Коти́ (фр. Jules Gustave René Coty; 20 марта 1882, Гавр, Франция — 22 ноября 1962, там же) — французский государственный и политический деятель, 17-й президент Франции (1954—1959), второй и последний президент Четвёртой республики и формально первый президент учреждённой в октябре 1958 года Пятой республики.

## Биография

### Ранние годы
Родился 20 марта 1882 года в Гавре.
В 1899—1902 годах изучал право и философию в университете Кана, после чего работал адвокатом в Гавре. Общественный деятель, основатель литературного кружка, в который помимо него вошли некоторые его друзья (1905). В 1910 году был адвокатом профсоюзного деятеля Жюля Дюрана. Являлся президентом Коллегии адвокатов Франции. Участник Первой мировой войны. В рамках неё участвовал в Битве при Вердене. В 1919 году неудачно баллотировался в мэры Гавра.

### Политическая карьера
В 1923—1935 годах — депутат Национального собрания от Республиканского союза. В декабре 1930 года — помощник заместителя министра внутренних дел. В 1936—1944 годах — сенатор от департамента Нижняя Сена.
В июле 1940 года голосовал за наделение Анри Филиппа Петена чрезвычайными полномочиями, однако позднее включился в Движение Сопротивления.
В 1944—1945 годах — член созванной Шарлем де Голлем Временной консультативной ассамблеи. С 1946 года был депутатом Учредительного собрания Четвёртой Французской республики от Нижней Сены. Возглавлял фракцию «независимых республиканцев». В 1947—1948 годах — министр реконструкции и городского развития Франции, в 1948—1953 — член Совета Республики от Нижней Сены и заместитель председателя Совета Республики.

### Президентство
23 декабря 1953 года Коти был избран президентом Франции, вступив в эту должность 16 января 1954 года.
Президентство Коти сопровождалось лучшим по сравнению с президентством Венсана Ориоля положением дел в экономике. Однако внутриполитическая ситуация по-прежнему была нестабильной: за почти 5-летнее президентство Коти сменилось 8 правительств. Также Франция столкнулась со значительными внешнеполитическими неудачами, проиграв войну в Индокитае и начав боевые действия в Алжире, не имевшие по состоянию на 1959 год особого прогресса.
В мае 1958 года ввёл в стране чрезвычайное положение и предложил кандидатуру Шарля де Голля на пост премьер-министра Франции. В сентябре того же года способствовал принятию новой конституции, установившей во Франции президентскую республику.

### После президентства
8 января 1959 года передал президентские полномочия де Голлю. Стал членом Конституционного совета Франции. Умер 22 ноября 1962 года в Гавре. Похоронен на кладбище Сент-Мари-дю-Гавр.

## Семья
21 мая 1907 года женился на Жермене Корбле (1886—1955). От этого брака у Коти родились дочери Женевьева (1908—1987) и Анна Мари (1910—1987).

## Награды

### Французские
- Кавалер Большого креста Ордена Почётного легиона (1954).
- Кавалер Большого креста Ордена Звезды Анжуана.
- Кавалер Большого креста Ордена Нишан-эль-Ануар.

### Иностранные
- Кавалер цепи Ордена Слона (Дания).
- Двойной орден.
- Кавалер Большого креста на цепи Ордена «За заслуги перед Итальянской республикой» (Италия).
- Кавалер Большого креста Ордена Христа (Португалия).
- Верховный орден Христа (Ватикан, 1957).